# Ik wil graag honderd worden
Ik wil graag honderd worden is een documentaire uit 2012 over de Nederlandse dirigent en klavecinist Ton Koopman. De film is geregisseerd door Paul Hegeman.
In de documentaire wordt Koopman gedurende een jaar gevolgd, zowel bij hem thuis als tijdens zijn reizen naar binnen- en buitenland. Niet alleen Koopman zelf, maar ook zijn echtgenote Tini Mathot krijgt ruime aandacht. Beiden worden geïnterviewd, waarbij Koopman vooral vertelt over muziek, terwijl Mathot spreekt over hun privéleven en Koopmans drijfveren.
De documentaire is wisselend ontvangen. Aan de ene kant is het een geslaagd portret van een musicus die met energie en passie zijn werk uitvoert, maar aan de andere kant ontbreekt een spanningsboog en blijven de interviews te oppervlakkig. De Volkskrant typeerde de documentaire als rommelig.